# Allegro MicroSystems
Allegro MicroSystems, Inc. ist ein US-amerikanischer Entwickler und Hersteller von integrierten Schaltkreisen (IC). Das Unternehmen ist hauptsächlich in der Automobilbranche tätig und produziert neben Motortreibern auch Magnetsensoren, basierend auf Hallsensoren.
Der Sitz des Unternehmens ist in Manchester, New Hampshire in den USA. Allegro wurde 1990 gegründet und hat heute etwa 3500 Mitarbeiter.

## Produkte
Die Produktpalette umfasst:
- IC zur Strommessung
- magnetische Positionserfassungssensoren
- magnetische Geschwindigkeitssensoren
- Motortreiber
- Schnittstellen-IC
- Regler, auch für Beleuchtungszwecke